# Berceuse

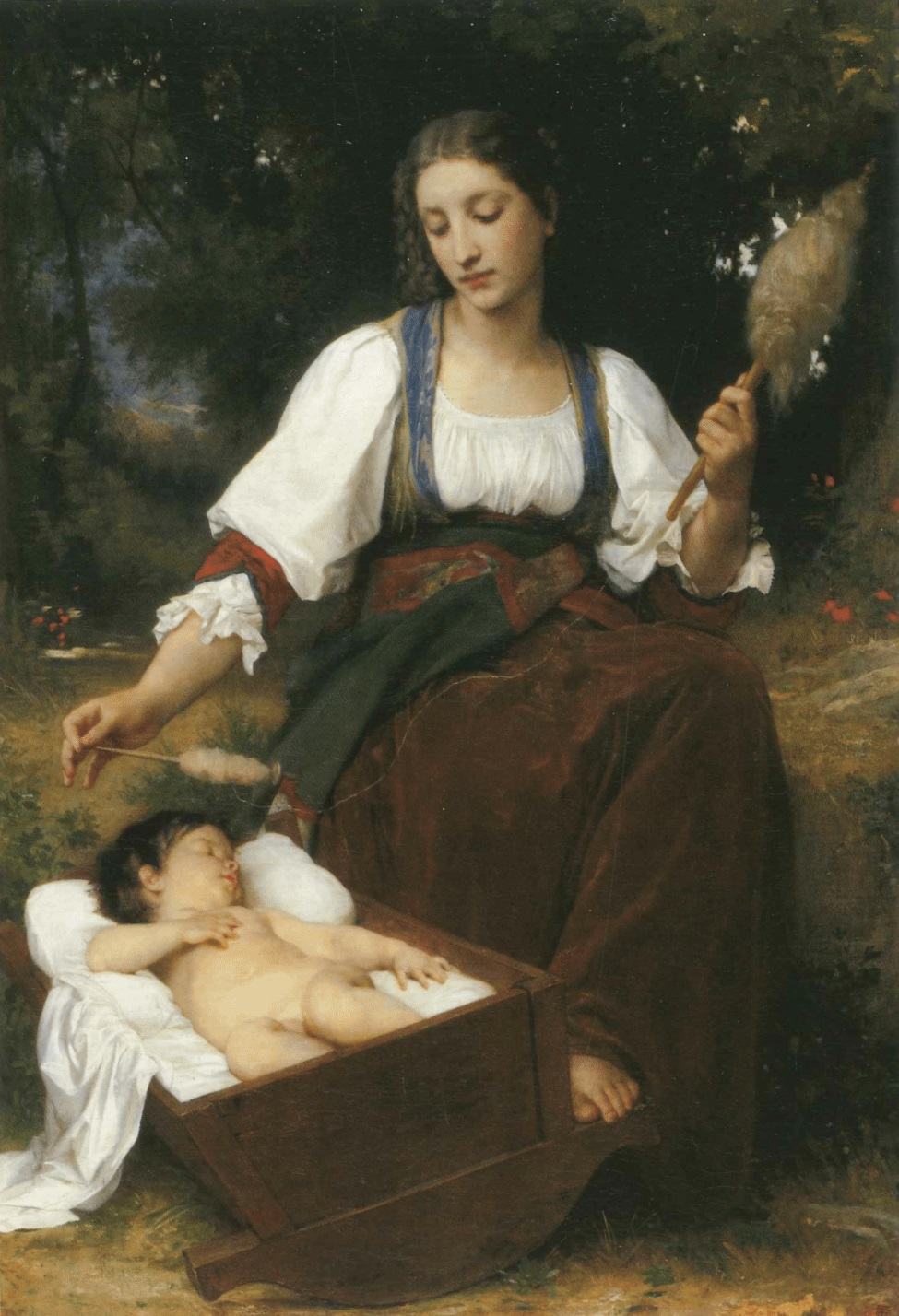
Berceuse av William Bouguereau (1875).

Berceuse är franska och betyder vaggvisa (från franskans "bercer" - att vagga). Det är en vanligt förekommande titel på musikstycken. Berömda berceuser finns av Frédéric Chopin, Franz Liszt, Milij Balakirev, Gabriel Fauré, Maurice Ravel, Igor Stravinskij, Ferruccio Busoni, Marcel Dupré, Armas Järnefelt och Gunnar de Frumerie.